# Émile-Félix Gautier
Émile-Félix Gautier (geboren 19. Oktober 1864 in Clermont-Ferrand, Puy-de-Dôme; gestorben 16. Januar 1940 in  Pontivy, Morbihan) war ein französischer Geograph und Forschungsreisender.

## Biographie
Gautier wurde in Clermont-Ferrand geboren. Seine Studien konzentrierten sich auf Nordafrika, insbesondere auf Algerien, die Wüste Sahara und die Gebiete des französischen Afrika. Er forschte auch in der französischen Kolonie Madagaskar.
Während seiner Laufbahn unterrichtete er an der École supérieure des lettres in Algier und war auch Direktor des Bildungswesens in Madagaskar. Im Jahr 1923 wurde er korrespondierendes Mitglied, 1931 Titularmitglied der Académie des sciences coloniales, außerdem erhielt er 1929 die Charles P. Daly Medal der American Geographical Society und 1931 die Vega-Medaille der Schwedischen Gesellschaft für Anthropologie und Geographie.

## Publikationen
- 1902: Madagascar: Essai de géographie physique. Ed. Challamel (Digitalisat).
- 1907: Études d’ethnographie saharienne. L’Anthropologie, XVIII.
- 1908: Sahara Algerien. Band I Missions au Sahara. Armand Colin, Paris 1908 (Digitalisat, Ein zweiter Band (Sahara Soudanais, von R. Chudeau) wurde 1909 veröffentlicht).
- 1920: L’Algérie et la Métropole. Payot, Paris (Digitalisat).
- 1922: Les territoires du Sud. Description géographique. Governo dell’Algeria. Ed. Carbonel, Alger.
- 1927: L’islamisation de l’Afrique du Nord. Les siècles obscurs du Maghreb.  Payot, Paris.
- 1928: Le Sahara. Payot, Paris.
- 1930: Un siècle de colonisation.
- 1931: Trois héros. Le général Laperrine. Le père de Foucauld. Prince de la paix. Payot, Paris 1931.
- 1934: Le monument de Tin Hinan. Annali dell’Accademia di scienze coloniali. T. VII. (mit Maurice Reygasse)
- 1939: L’Afrique blanche.
- 1939: Missions au Sahara. (mit Raymond Chudeau).